# Markus Hery
Markus Hery (* 27. November 1969) ist ein ehemaliger deutscher Fußballspieler.

## Karriere
Markus Hery war für die Amateure des 1. FC Kaiserslautern aktiv und bestritt am letzten Spieltag der Saison 1988/89 auswärts gegen Bayer 04 Leverkusen sein einziges Bundesligaspiel für die Profimannschaft, als er in der Startelf stand und beim 1:0-Sieg der Gäste 90 Minuten durchspielte. Als weitere Karrierestation wird der FC 08 Haßloch geführt.